# Corfuplantsoen
Het Corfuplantsoen is een plantsoen in Amsterdam Nieuw-West.

## Geschiedenis en ligging
Het plein kreeg 28 juni 2000 haar naam op de tekentafel, per raadsvergadering van stadsdeel Osdorp. Het werd vernoemd naar het Griekse eiland Corfu. Het ligt in de wijk Middelveldsche Akerpolder, gesitueerd als een groenstrook langs een afwateringstocht tussen de Cycladenlaan en Sporadenlaan. Opmerkelijk is dat het plantsoen, vernoemd naar de Grieks eiland, juist aansluit bij een wijkdeel met straatnamen als Ibizapad en Balearenlaan. Voor de wijk met straten vernoemd naar Griekse eilanden en archipel moet men de afwateringstocht oversteken.
Het plantsoen, grotendeels ingericht als speelplaats van kinderen, werd aangelegd voor het contact maken tussen buurtbewoners en ook als rustpunt. In de jaren tien van de 21e eeuw groeide het uit tot een hangplek van overlast veroorzakende straatjeugd.
Het plantsoen kent geen huisnummers; de gebouwen staande aan het plantsoen hebben adressen aan de Ibizastraat. 

## Bruggen
De verbinding tussen het plantsoen en de buurt vernoemd naar de Griekse eilanden wordt verzorgd door een viertal bruggen. Deze in 2003 gebouwde bruggen hebben eenzelfde uiterlijk al zijn de functies verschillend. Brug 2132 in de Cycladenlaan en brug 2139 in de Sporadenlaan zijn in gebruik bij alle verkeer; bruggen 2135 en 2137 zijn alleen voor voetgangers en leiden rechtstreeks het plantsoen in (of uit). De borstweringen van de vier bruggen bestaan uit gestapelde stenen in een korf met afdichting van roestvast stalen platen. De verkeersbruggen kennen een betonnen overspanning waarop zand en rijdek. De voetbruggen kregen een stalen overspanning en houten loopdek mee. De leuningen zijn in alle gevallen van hout. Brug 2139 ligt over een duiker.

## Kunst
Daar waar brug 2132 in het park landt, staat het beeld Boom van Hippocrates van Adriaan Rees. Een andere boom is geplant in een stenen cirkel die de tekst draagt "Laat de natuur haar gang gaan".

## Afbeeldingen

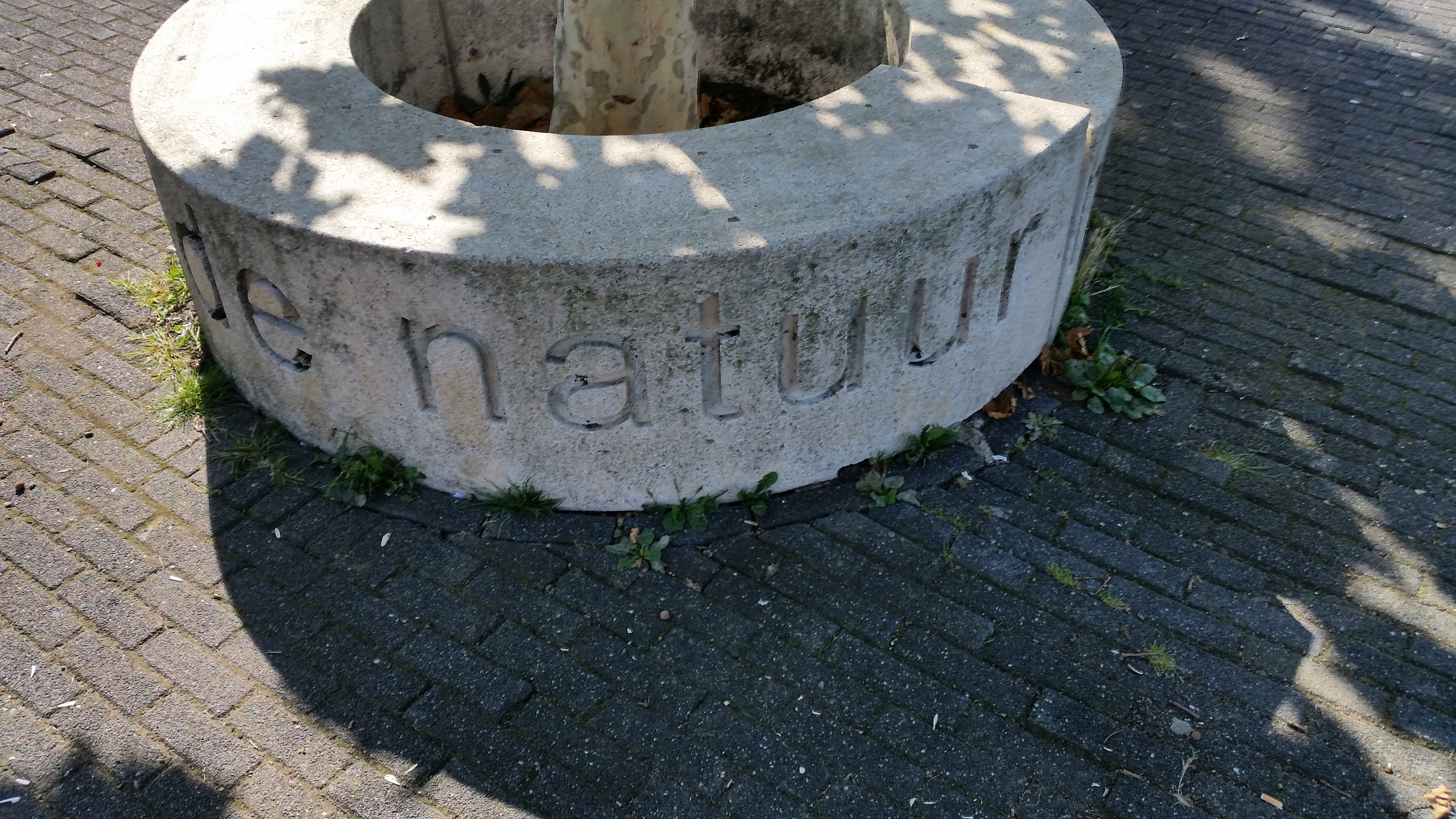
Stenen ring rondom boom (september 2019)
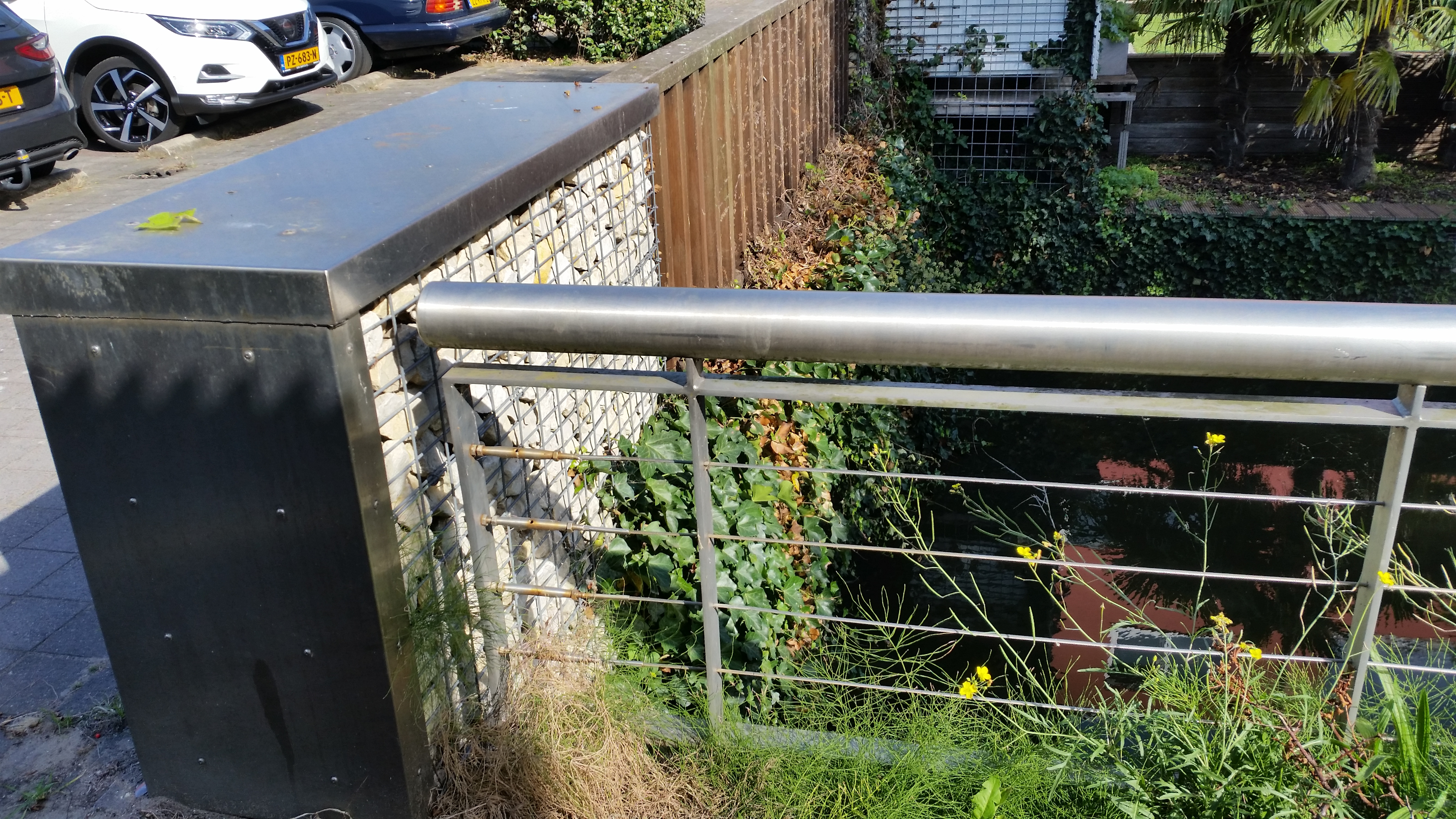
Brug 2132 vanuit het plantsoen (september 2019)
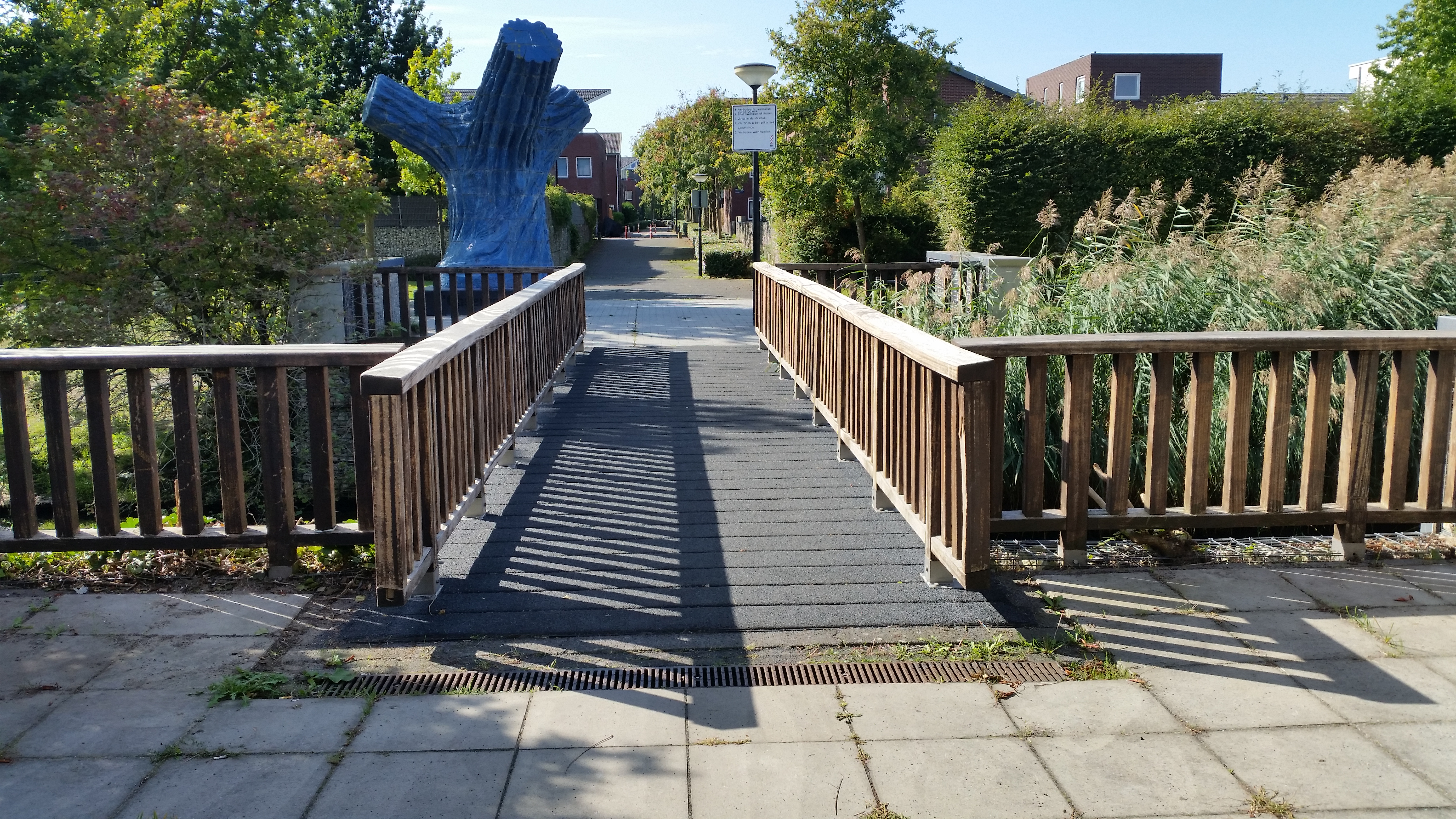
Brug 2135 met Boom van Hippocrates (september 2019)
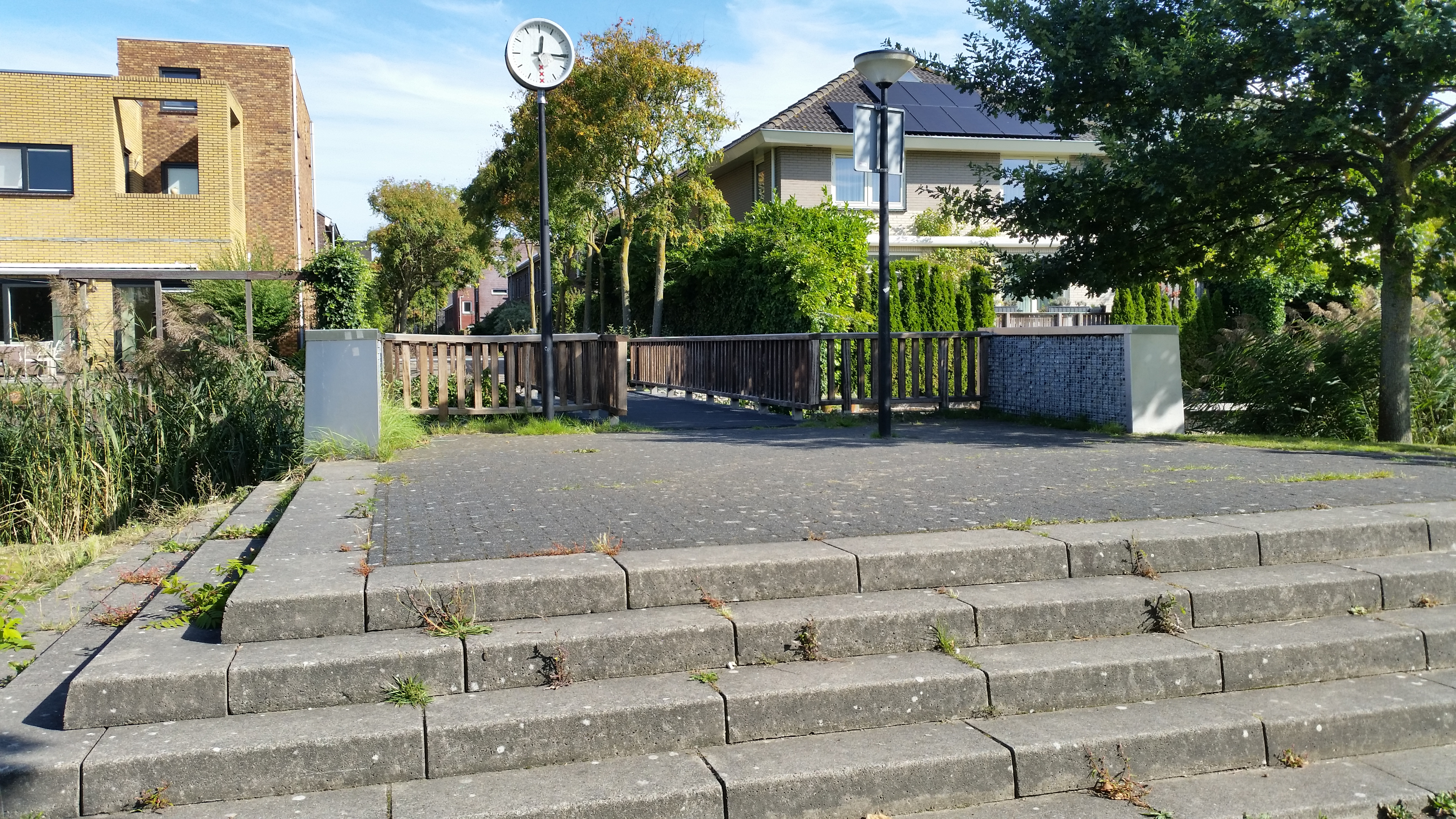
Brug 2137 vanuit het plantsoen (september 2019)
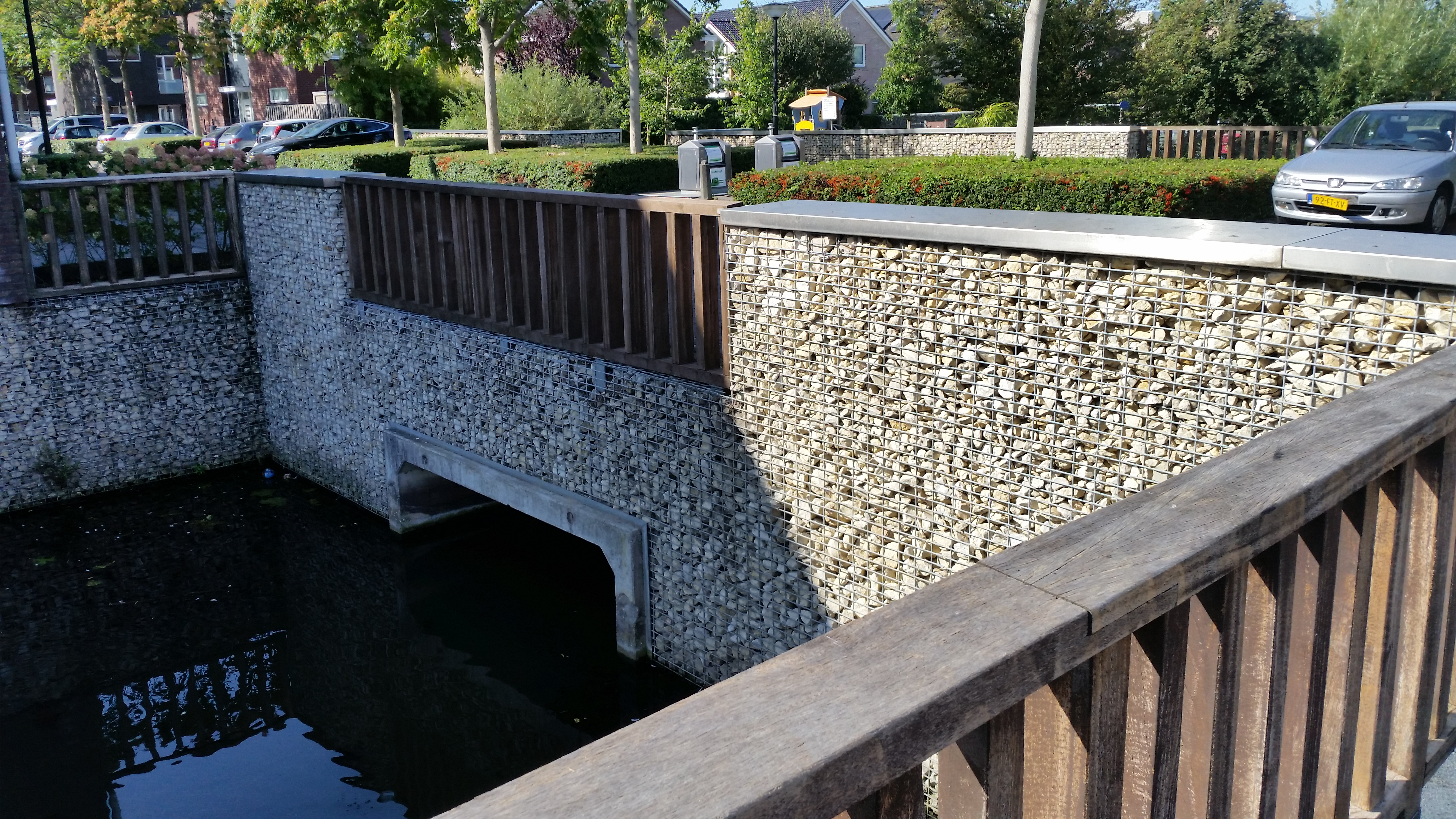
De duiker in Brug 2139 (september 2019)

2100 · 2102 · 2103 · 2105 · 2106 · 2107 · 2108 · 2109 · 2110 · 2111 · 2112 · 2113 · 2114 · 2115 · 2120 · 2121 · 2125 · 2127 · 2128 · 2129 · 2130 · 2131 · 2132 · 2133 · 2134 · 2135 · 2136 · 2137 · 2138 · 2139 · 2140 · 2141 · 2142 · 2143 · 2144 · 2145 · 2146 · 2147 · 2148 · 2149 · 2150 · 2151 · 2152 · 2153 · 2154 · 2155 · 2156 · 2157 · 2158 · 2159 · 2160 · 2161 · 2162 · 2163 · 2164 · 2165 · 2166 · 2167 · 2168 · 2169 · 2170 · 2171 · 2172 · 2173 · 2174 · 2175 · 2176 · 2178 · 2179 · 2180 · 2181 · 2182 · 2183 · 2184 · 2185 · 2186 · 2188 · 2189 · 2190 · 2191 · 2192 · 2193 · 2194 · 2195 · 2196 · 2197 · 2198 · 2199
Overige brugnummers zijn niet (meer) vergeven, behalve brug 2177, een verdwenen brug in Park Frankendael.